# University of Pennsylvania Press
La University of Pennsylvania Press (o Penn Press) è una casa editrice universitaria affiliata all'Università della Pennsylvania con sede a Filadelfia, in Pennsylvania.
La casa editrice è stata originariamente costituita con il Commonwealth of Pennsylvania il 26 marzo 1890 e il marchio della University of Pennsylvania Press è apparso per la prima volta su pubblicazioni negli anni '90 dell'Ottocento, tra i primi di questo tipo in America. Una delle prime pubblicazioni di libri della stampa, nel 1899, fu un punto di riferimento: The Philadelphia Negro: A Social Study, del famoso riformatore nero, studioso e critico sociale W.E.B. Du Bois, un libro che resta in catalogo.
Oggi la stampa ha un catalogo attivo di circa 2000 titoli e una produzione annuale di oltre 120 nuovi libri in un programma editoriale mirato. Le aree di particolare interesse includono la storia e la cultura americane, studi antichi, medievali e rinascimentali, antropologia, architettura del paesaggio, studio artistico, diritti umani, studi ebraici e scienze politiche. La stampa pubblica anche 16 riviste accademiche peer-reviewed, per lo più in discipline umanistiche, e la rivista Dissent.
La University of Pennsylvania Press, Inc. è una società senza scopo di lucro della Pennsylvania interamente controllata dall'Università della Pennsylvania, che mantiene il proprio status fiscale senza scopo di lucro ai sensi della Sezione 501(c)(3) dell'Internal Revenue Code degli Stati Uniti.
La casa editrice attualmente risiede al 3905 di Spruce Street a Filadelfia, in Pennsylvania. L'edificio che ospita la stampa è l'ex Potts House costruito dallo studio di architettura Wilson Brothers & Company nel 1876. La casa in precedenza fungeva sia da quartier generale dell'International House Philadelphia che da WXPN.